# Josep Oriol i Bernadet
Josep Oriol i Bernadet   (el Far d'Empordà, 4 de juliol de 1811 - Escaldes-Engordany, 1860) va ser un matemàtic, científic, agrimensor, poeta i arquitecte català.

## Biografia
Fill d'una família de senzills artesans, el seu pare Magí Oriol natural de Granyena de Segarra era mestre de cases, la seva mare Francisca Bernadet i Basols era natural de Figueres. Estudià Belles Arts i Ciències a la Llotja, també arquitectura a l'Escola de la Junta de Comerç, on fou deixeble de l'arquitecte Antoni Cellers i del reconegut matemàtic Onofre Jaume Novellas. A més, consta que seguí cursos de francès i italià, de física i química i d'arquitectura civil acompanyats de dibuix, amb especial formació en perspectiva i paisatge. Al 1833 obtingué el títol d'arquitecte acadèmic per la Reial Acadèmia de San Fernando de Madrid, amb el projecte "Teatro para una capital capaz de 2.500 personas". Es doctorà després en ciències exactes en l'Institut de Barcelona.
Com a poeta va publicar algunes poesies al diari barceloní El Imparcial i escriure una oda a Isabel II amb ocasió de la solemne inauguració de la Societat Filharmònica de Barcelona de la qual era membre.

### Arquitectura
Entre 1834 i 1836 treballà, junt amb Antoni Cellés i Josep Mestres i Gramatges a restituir el perímetre de la muralla romana de Tarragona. Entre 1842 i 1856 va ser l'arquitecte municipal de Sabadell, ciutat on també va fer d'agrimensor i de director de Camins Veïnals. Mantingué amistats i projectes amb altres arquitectes com Miquel Garriga i Roca, Antoni Rovira i Trias, Josep Mas i Vila i Francesc Daniel i Molina.
Des d'abril 1846 fins a març 1847, juntament amb Antoni Rovira i Trias i Miquel Garriga i Roca, va tirar endavant el Boletin Enciclopédico de Nobles Artes (1846-1847). En aquest butlletí van recollir idees i pensaments d'arquitectes del moment, debats sobre ordenació del territori, la conservació, nous avenços tècnics aplicat a la indústria, fins i tot sobre legislació i ordenances municipals. En el segon volum tractaren novetats als processos de fabricació i manufactura d'una amplia gamma d'articles.

### Ciència i tècnica
Al llarg de la seva vida desenvolupà una gran tasca científica, tècnica i aplicada. En el camp científic va ser membre de la Reial Acadèmia de Ciències i Arts de Catalunya, formant part de la Comissió de Correcció d'estil, director de la Secció de Ciències Fisicomatemàtiques, bibliotecari, tresorer, vicepresident i president. També fou nomenat catedràtic de Matemàtica per la Societat Econòmica d'amics del País de Tarragona el 6 d'abril del 1836. Per estar al dia de les novetats científiques i tècniques viatjà per diferents països europeus, com; la visita a l'Exposició Universal de Londres (1851) en qualitat de delegat regi, estades a Bèlgica, Suïssa, Alemanya i Itàlia.
Formà part de la generació de científics i tècnics progressistes de mitjan segle xix que establiren lligams entre la ciència i els sectors més dinàmics d'una societat que en aquells moments començava a experimentar els canvis estructurals que acompanyaven a la Revolució Industrial.

### Professorat
Dins el camp educatiu va destacar com a autor de manuals didàctics i divulgatius sobre aritmètica, àlgebra i geometria. El 1836, amb vint-i-cinc anys, era professor de matemàtiques a la Societat Econòmica d'Amics del País de Tarragona, on també va fer de professor de dibuix. Fou catedràtic i director de l'Institut de Barcelona. Al 1839 es vinculà a l'Escola de la Junta de Comerç, fundant el 1841 la càtedra de Dibuix Lineal. De 1845 a 1851 va ser professor de la Universitat literària de Barcelona, integrant-se en el claustre de professors de la recent creada Escola d'enginyers de Barcelona. De 1858 fins a la seva mort va ser Director de l'Institut Jaume Balmes, Institut d'ensenyament secundari.
La seva tasca es dirigí també cap a una aplicació docent i pedagògica, publicant obres sobre Aritmètica, Geometria, Matemàtiques, Àlgebra mercantil i Tenidoria de llibres, Dibuix lineal i Arts i Oficis destinades a alumnes de primària, de secundària i per les classes de la Junta de Comerç.

### Defunció
L'any 1850 va posar-se malalt en unes emanacions de llacunes romanes. Va morir per aquesta causa l'any 1860. La sobtada mort deixà sense direcció el projecte de l'Hospital Mental de la Santa Creu en el terme de Sant Andreu del Palomar. Fou enterrat al cementiri de Vilanova de Flori i llurs despulles es van traslladar a Catalunya al cap de tres anys.

## Obres d'arquitectura
| Any       | Nom | Nom                                                               | Ubicació             | Estat      | Codi Inventari | refs  |
| --------- | --- | ----------------------------------------------------------------- | -------------------- | ---------- | -------------- | ----- |
| 1846      |     | Un edifici del Balneari La Puda de Montserrat                     | Esparreguera         | Dolent     | IPAC           | [ 7 ] |
| 1848      |     | Fàbrica de cardes de Gregori Deu                                  | Barcelona            | Enderrocat |                |       |
| 1851      |     | Casa Pere Prats                                                   | Barcelona            | Enderrocat | ITEC 26        |       |
| 1852-1854 |     | Can Ricart (Poblenou)                                             | Barcelona            | Mitjà      | IPAC           |       |
| 1853      |     | Seu del Foment Vilanoví                                           | Vilanova i la Geltrú | Bo         | IPAC           |       |
| 1842-56   |     | Hospital i Casa de Beneficència, o Casa de la Caritat de Sabadell | Sabadell             |            |                | [ 8 ] |
| 1855-57   |     | Fàbrica Ferrer i Mora                                             | Molins de Rei        | Restaurat  |                |       |

- Reforma de la casa de Miquel Garriga i Roca, al c/ Molas, Barcelona (1857)
- Manicomi de la Santa Creu (1859) projecció

## Plans d'ordenació del territori
- Pla d'alineacions d'Hostafrancs (1854)
- Projecte del ferrocarril de Barcelona a Granollers i a Sant Joan de les Abadesses (1850-1854) direcció d'obres
- Pla d'ordenació de la ciutat de Sabadell (1847-58)
- "Proyecto de un canal de riego" a Molins de Rei, Sant Vicenç dels Horts, Sant Boi i Prat del Llobregat (1845)

## Obres publicades
- La aritmetica de las escuelas y del comercio y el algebra mercantil (1839)
- Elementos de geometría y dibujo lineal : para uso de las escuelas primarias (1841)
- Los rudimentos de aritmética, ó sean, las principales definiciones, tablas y reglas de esta ciencia : para uso de las escuelas de niños y niñas (1842)
- Las reglas de urbanidad para niños y niñas (1843)
- Tratado elemental completo de dibujo lineal con aplicaciones á las artes (1843)
- Manual de álgebra : para uso de las escuelas y colegios (1844)
- Manual de aritmética demostrada : al alcance de los niños (1845)
- Elementos de Geometría y Dibujo lineal para uso de las escuelas (1846)
- Asignatura de matemáticas elementales : curso 1º : programa que ha formado el profesor (1847)